# ウィルソン・キプサング・キプロティチ
ウィルソン・キプサング・キプロティチ（英語: Wilson Kipsang Kiprotich、1982年3月15日 - ）は、ケニアの陸上競技選手。リフトバレー州ケイヨ地域出身。専門は長距離走・マラソン。

## 経歴

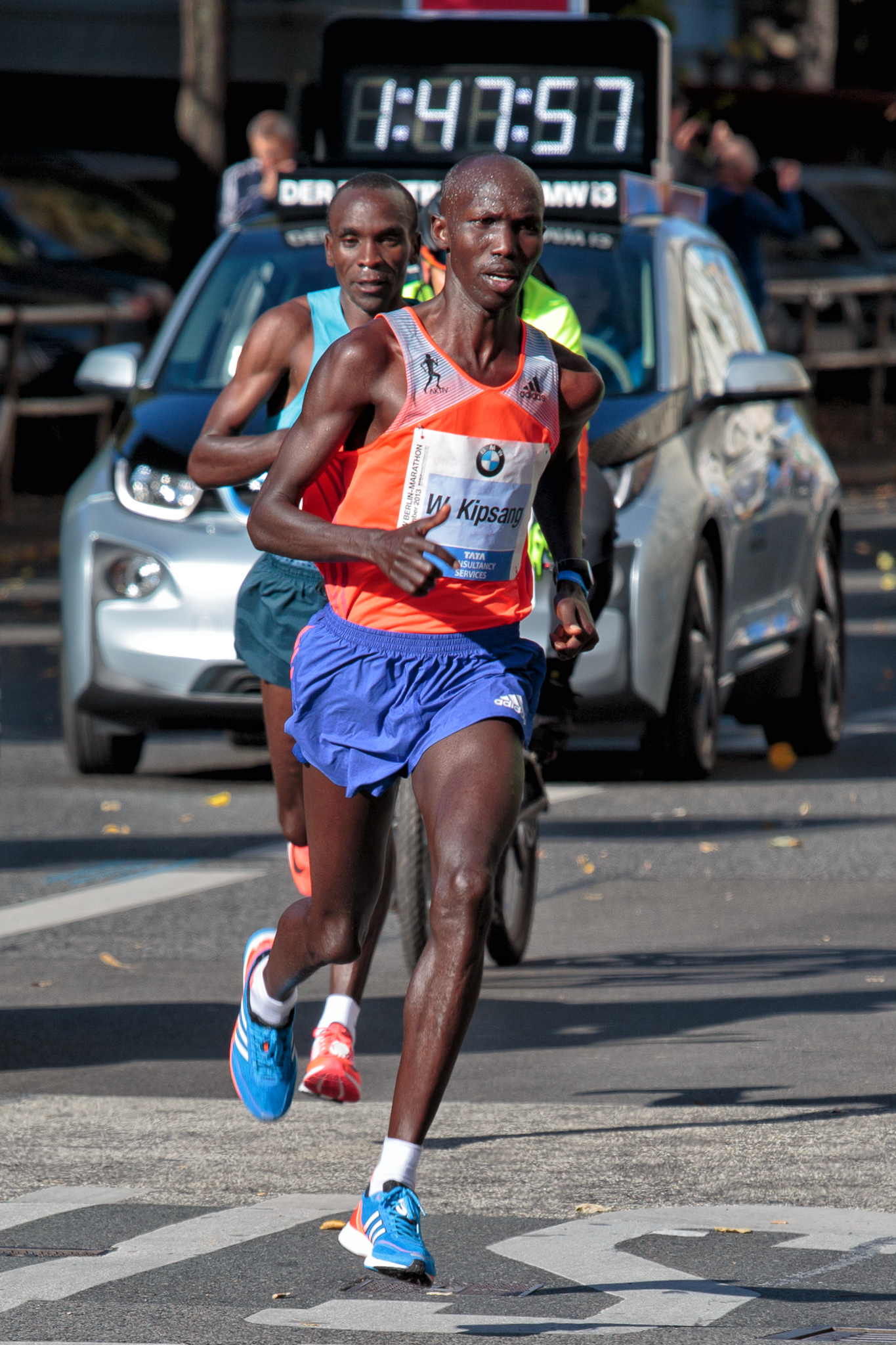
2013年ベルリンマラソン

当初はトラック競技を中心に活動していたが、本人曰く「トラックではメシが食えないので、ロードレースへ転向した」という。
2008年にデリーハーフマラソンにて59分26秒を記録し、2位。2010年のパリマラソンでフルマラソンデビューし、2時間7分13秒で3位に入ると、同年のフランクフルトマラソンで2時間4分57秒で初優勝。
2011年には日本に遠征し、第66回びわ湖毎日マラソンに出場、2時間6分13秒の大会新記録で優勝。同年のフランクフルトマラソンでも世界記録からわずかに4秒及ばなかったものの世界歴代2位となる2時間3分42秒で優勝、2012年のロンドンマラソンでも2時間4分44秒で優勝するなど、フルマラソン転向以後の成績は群を抜いている。
2012年のロンドンマラソンで優勝した事が大きな決め手となり、2時間3分台、4分台がひしめくケニア代表の争いに勝ち抜き、2時間3分38秒の世界記録保持者であるパトリック・マカウや、2011年のボストンマラソンで2時間3分2秒の驚異的な記録（非公認）を叩き出したジョフリー・ムタイらを差し置いて、2012年ロンドンオリンピック男子マラソン代表に選ばれた。出場選手の中でも持ちタイムが別格で実績も実力も十分であり、優勝候補1番手として圧勝が期待されていたが、得意なレース展開である高速ペースに持ち込めず、伏兵のスティーブン・キプロティチ（ウガンダ）、同じケニアのライバルであるアベル・キルイに敗れ銅メダルに終わった。
前述のびわ湖毎日マラソンの他にも、ロンドンオリンピック後にホノルルマラソンに出場して優勝するなど、世界のトップ選手にしては珍しく欧米のグレードの高いレース以外のマラソンでも幅広く活躍している選手である。
2013年のベルリンマラソンで、パトリック・マカウが2011年の同大会にてマークした2時間3分38秒を更新する2時間3分23秒の世界新記録（当時）を樹立した。
2016年のベルリンマラソンで、ケネニサ・ベケレに敗れたものの、2時間3分13秒の世界歴代4位タイの記録で2位に入り、人類史上初めて2時間3分台で3度マラソンを走ったランナーとなった。
2017年2月26日開催の東京マラソンに出場、日本国内のマラソン競走として初の2時間4分の壁を破る2時間3分58秒で1位となり、2011年のびわ湖毎日マラソン以来となる日本での2度目の優勝を果たしてマラソン通算9勝目を挙げると同時に、2時間3分台を4度記録するランナーとなった。
2020年1月10日、ドーピング検査に必要な居場所報告の不履行と改竄のため、陸上競技インテグリティユニットより暫定の資格停止処分が科された。
同年4月2日、ケニア国内では新型コロナウイルスの感染拡大防止のため、午後7時以降の外出を禁止する大統領令が出されていた中で、夜間外出禁止時間帯にクラブで飲酒したとして逮捕されたことが、ケニアのメディアで報じられた。

## 自己記録
| 種目           | 結果         | 日付          | 場所                 | 備考 |
| -------------- | ------------ | ------------- | -------------------- | ---- |
| 10,000 m       | 28分37秒0    | 2007年5月26日 | ナイロビ             |      |
| ハーフマラソン | 58分59秒     | 2009年2月20日 | ラアス・アル＝ハイマ |      |
| マラソン       | 2時間3分13秒 | 2016年9月25日 | ベルリン             |      |

## キプサングのマラソン世界最高記録
- 2時間03分23秒：2013年9月29日 ベルリンマラソン

|            | 5km   | 10km  | 15km  | 20km  | ハーフ  | 25km    | 30km    | 35km    | 40km    | ゴール  |
| ---------- | ----- | ----- | ----- | ----- | ------- | ------- | ------- | ------- | ------- | ------- |
| タイム     | 14:33 | 29:16 | 43:45 | 58:20 | 1:01:34 | 1:13:13 | 1:28:01 | 1:42:36 | 1:57:12 | 2:03:23 |
| スプリット | 14:33 | 14:43 | 14:29 | 14:35 |         | 14:53   | 14:48   | 14:35   | 14:36   | 6:11    |

## マラソン成績
| 年月    | 大会名                     | タイム      | 順位  | 備考                          |
| ------- | -------------------------- | ----------- | ----- | ----------------------------- |
| 2010.04 | パリマラソン               | 2：07：13   | 3位   |                               |
| 2010.10 | フランクフルトマラソン     | 2：04：57   | 優勝  |                               |
| 2011.03 | びわ湖毎日マラソン         | 2：06：13   | 優勝  |                               |
| 2011.10 | フランクフルトマラソン     | 2：03：42   | 優勝  | 世界歴代2位（当時）、大会記録 |
| 2012.04 | ロンドンマラソン           | 2：04：44   | 優勝  |                               |
| 2012.08 | ロンドンオリンピック       | 2：09：37   | 3位   |                               |
| 2012.12 | ホノルルマラソン           | 2：12：31   | 優勝  |                               |
| 2013.04 | ロンドンマラソン           | 2：07：47   | 5位   |                               |
| 2013.09 | ベルリンマラソン           | 2：03：23   | 優勝  | 世界記録（当時）              |
| 2014.04 | ロンドンマラソン           | 2：04：29   | 優勝  | 大会記録                      |
| 2014.11 | ニューヨークシティマラソン | 2：10：59   | 優勝  |                               |
| 2015.04 | ロンドンマラソン           | 2：04：47   | 2位   |                               |
| 2015.08 | 世界陸上北京大会           | ----------- | (DNF) |                               |
| 2016.04 | ロンドンマラソン           | 2：07：52   | 4位   |                               |
| 2016.09 | ベルリンマラソン           | 2：03：13   | 2位   | 世界歴代4位タイ               |
| 2017.02 | 東京マラソン               | 2：03：58   | 優勝  | 日本国内最高タイム            |
| 2017.09 | ベルリンマラソン           | ----------- | (DNF) |                               |
| 2017.11 | ニューヨークシティマラソン | 2：10：56   | 2位   |                               |
| 2018.02 | 東京マラソン               | ----------- | (DNF) |                               |
| 2018.03 | とくしまマラソン           | 2：19：35   | 優勝  |                               |
| 2018.09 | ベルリンマラソン           | 2：06：48   | 3位   |                               |

## メディア出演（日本）
- オールスター感謝祭2018秋（2018年10月6日、TBS）- 赤坂5丁目ミニマラソン招待ゲストとして出演。